# José María Gutiérrez de Terán
José María Gutiérrez de Terán González (Ciudad de México, 12 de diciembre de 1778-Madrid, 19 de agosto de 1821) fue un político novohispano que fue presidente de las Cortes de Cádiz.

## Biografía
Hijo de Damián Gutiérrez de Terán y María Manuela González Vértiz. Iniciándose en la carrera de las armas, actuó de teniente en 1796, en el regimiento provincial de Toluca, y en 1797 en la Guardia de Corps de Carlos IV, abandonando la milicia en 1804, al contraer matrimonio.
Para huir de la dominación napoleónica, en 1810, pasó a Cádiz; mas al volverse a América, le indicaron para representar a sus compatriotas como diputado en las Cortes de Cádiz, representación seguidamente confirmada por el voto universal de Méjico y sus comarcas. Fue secretario primero, vicepresidente luego y presidente, al fallecer repentinamente Morales Duárez. En este cargo condujo las discusiones con tanto tino, firmeza e imparcialidad, que el Congreso le eligió presidente en el turno inmediato. Asistió a las Cortes de 1814 como diputado suplente y secretario.
Perteneció a las comisiones de Honor, Ultramar, Poderes y Guerra, participando en varios debates como los relativos a la libertad de prensa, reformas de Ultramar, Tribunal de la Inquisición. Defensor de la igualdad de derechos entre los diputados peninsulares y americanos, pronunció un razonado discurso en el que expresó que “lo que solicitan los americanos es justo y claro y no se necesitan grandes discusiones para acordarlo” (9 de enero de 1811).
Fue uno de los firmantes de la Constitución, y volvió a ser diputado, esta vez suplente, en las Cortes Ordinarias de 1813.
Como es conocido, tras la llegada de Fernando VII a España en 1814 se restableció el absolutismo y las Cortes fueron disueltas. Se desencadenó una dura represión que afectó especialmente a los diputados que se significaron en Cádiz por sus posiciones liberales.
Entre los diputados liberales represaliados, hay que señalar a José María Gutiérrez de Terán, que con otros diputados americanos como Feliú, recluido durante ocho años en el aragonés castillo de Benasque donde fallecería, fue objeto de implacable persecución. Gutiérrez de Terán fue denunciado hasta ocho veces en 1814 antes de ser detenido en Madrid el 11 de mayo, sentenciado en diciembre de 1815 y desterrado en Mahón hasta su puesta en libertad en 1820 tras el restablecimiento del régimen constitucional y la declaración de amnistía para los presos políticos. Durante los años de prisión Gutiérrez de Terán perdió buena parte de su fortuna, un hijo, y contrajo la enfermedad que le llevaría a la muerte.
En las elecciones de 1820 representa a México durante las Legislaturas 1821 y 1821-1822. En esta etapa vuelve a ser elegido presidente de las Cortes en la sesión de 1 de abril de 1821 como resultado del primer escrutinio celebrado. En la Legislatura 1821-1822 no llega a tomar  posesión, ya que en la sesión de 22 de septiembre de 1821 se comunica su fallecimiento.
Sería nombrado Jefe Político de Valencia por Real Decreto de 10 de julio de 1820, y luego, por otro de 27 de noviembre de 1820, Jefe Político de Cataluña, antes de recibir el nombramiento de diputado propietario por la Nueva España en las Cortes del Trienio.
Gutiérrez de Terán se negó a que se destruyeran las causas contra los diputados liberales perseguidos o represaliados. Asimismo defendió en las Cortes a aquellos que habían sufrido pérdidas en sus personas o bienes por defender el sistema constitucional, por ejemplo, pidió el apoyo económico para el coronel del ejército napolitano Conciliis, diputado del parlamento constituyente de Nápoles que se había exiliado tras la restauración absolutista en el sur de Italia.
Gutiérrez de Terán aparece citado en los Episodios Nacionales de Benito Pérez Galdós, concretamente en el volumen "Memoria de un cortesano de 1815".
Su hijo, Francisco Gutiérrez de Terán Núñez fue gobernador político y militar de San Juan de los Remedios, Cuba.
José María Gutiérrez de Terán falleció en Madrid el 19 de agosto de 1821.